# Черните картини
„Черните картини“ (на испански: Pinturas negras), или „Мрачните картини“, е група от 14 картини на Франсиско Гоя от по-късните години от живота му, най-вероятно между 1819 и 1823 г. Намират се в музея „Прадо“ в Мадрид.
Изобразяват теми, отразяващи както страха му от лудостта, така и неговата мрачна представа за човечеството.
През 1819 г. на 72-годишна възраст художникът се премества в двуетажна къща извън Мадрид, наречена „Кинта дел сордо“ (Къщата на глухия). Въпреки че къщата е наречена на предишния собственик, който е бил глух, Гоя също е почти глух по онова време в резултат на заболяване, от което страда, когато е на 46 години. Първоначално картините са нарисувани като стенописи по стените на къщата, по-късно са премахнати от стените и са прехвърлени на платно.
След наполеоновите войни и вътрешните сътресения на променящото се испанско правителство, Гоя развива чувство на горчилка към човечеството. Той има изострено чувство на паника, ужас, страх и истерия. Оцелял след две смъртоносни болести, той става все по-разтревожен от страха от рецидив. Смята се, че комбинацията от тези фактори е довела до създаването на четиринадесетте творби, познати като „Черните картини“.
Използвайки маслени бои и работейки директно на стените на трапезарията и дневните си стаи, Гоя създава творби с тъмни, обезпокоителни теми. Картините не са поръчани и не са рисувани с намерение да напуснат дома си. Възможно е художникът никога да не е възнамерявал творбите да бъдат видени от широката публика. Той не дава заглавия на картините си или ако го е направил, никога не ги разкрива. Повечето имена, използвани за тях, са наименования, използвани от историци на изкуството. Първоначално те са били каталогизирани през 1828 г. от приятеля на Гоя, Антонио Бругада.
- Част от 14-те картини
- Сатурн изяжда сина си
- Бой с тояги
- Четци
- Джудит и Холофернес